# Preis der Europäischen Kirchenmusik
Der Preis der Europäischen Kirchenmusik wird seit 1999 in der Regel jährlich von der Stadt Schwäbisch Gmünd anlässlich des Festivals Europäische Kirchenmusik verliehen. Es werden Komponisten und Interpreten für Verdienste im Bereich der geistlichen Musik ausgezeichnet. Der Preis ist mit 5.000 Euro dotiert.

## Preisträger

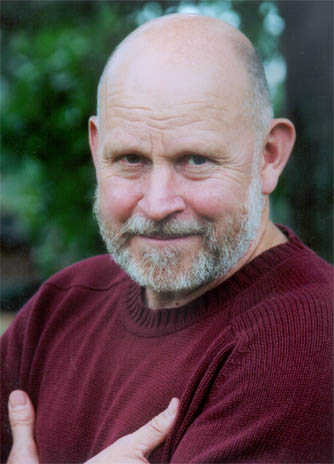
Pēteris Vasks, Preisträger 2022
(Foto: 2007)

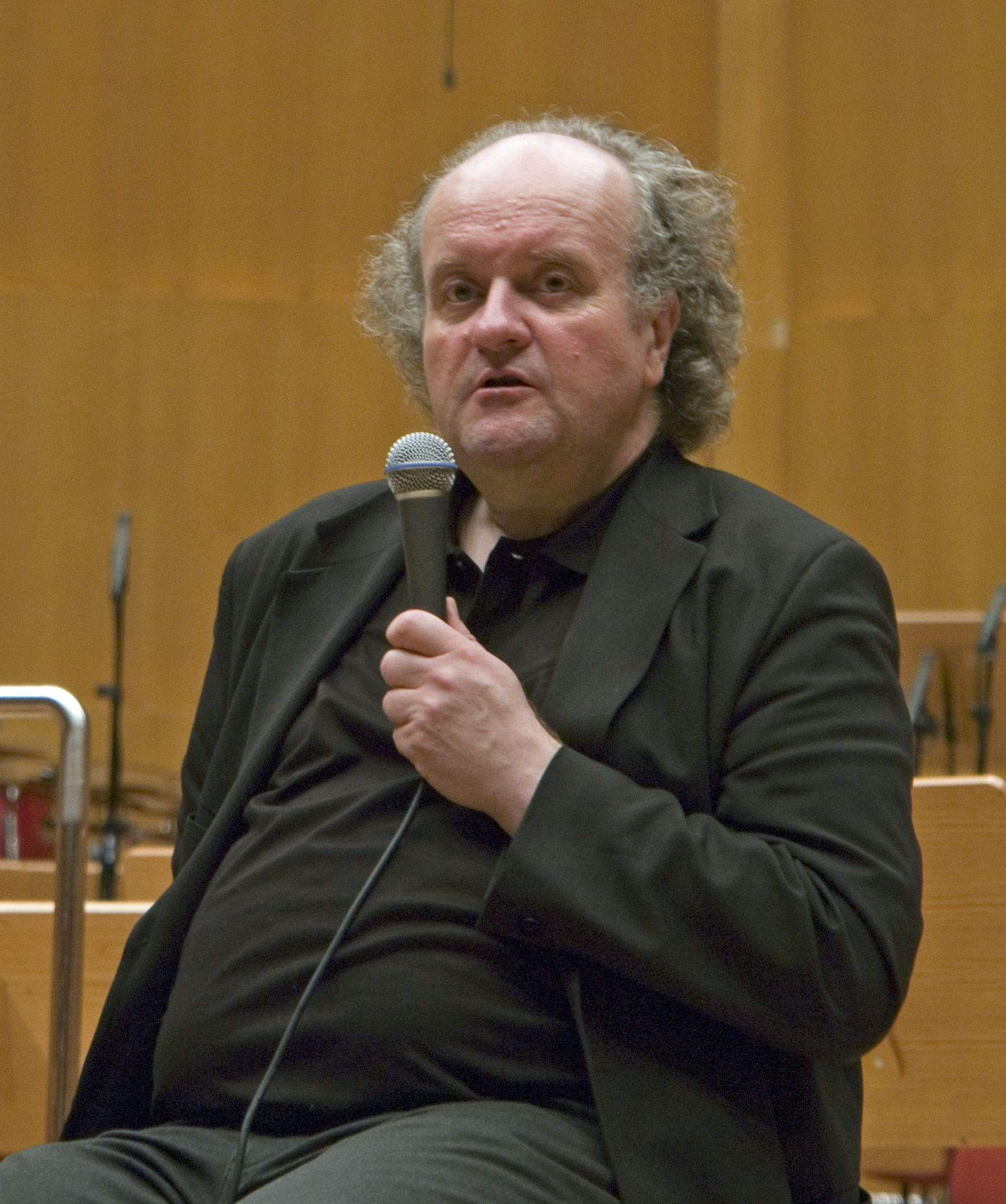
Wolfgang Rihm, Preisträger 2017
(Foto: 2007)

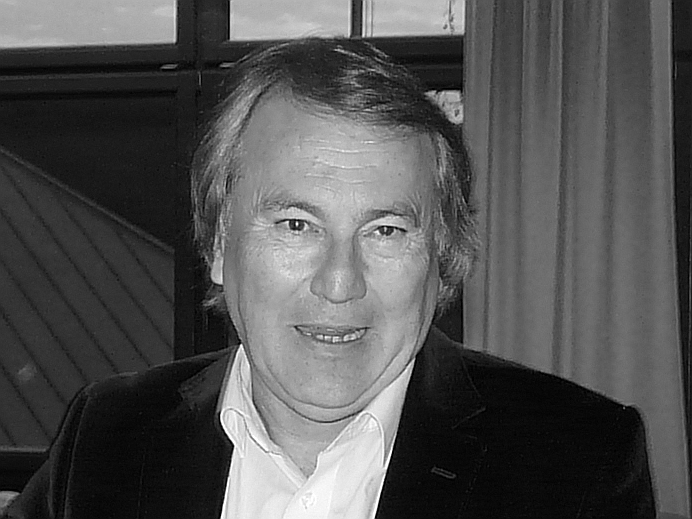
Frieder Bernius, Preisträger 2004
(Foto: 2008)

Vollständige Liste der Preisträger des Preises der Europäischen Kirchenmusik:
- 2024: Karl Jenkins[1]
- 2023: Ludger Lohmann[2]
- 2022: Pēteris Vasks[3]
- 2020/21: Joshua Rifkin[4][5]
- 2019: John Rutter[6]
- 2018: Godehard Joppich[7]
- 2017: Wolfgang Rihm[8]
- 2016: Hans-Christoph Rademann[9]
- 2015: Younghi Pagh-Paan[10]
- 2014: Thomanerchor Leipzig[11]
- 2013: John Tavener[12]
- 2012: Clytus Gottwald[13]
- 2011: Hans Zender[14]
- 2010: Marcus Creed[15]
- 2009: Sofia Gubaidulina[16]
- 2008: Helmuth Rilling[17]
- 2007: Klaus Huber[18]
- 2006: Daniel Roth[19]
- 2005: Arvo Pärt[20]
- 2004: Frieder Bernius[21]
- 2003: Krzysztof Penderecki[22][23]
- 2002: Eric Ericson[23]
- 2001: Petr Eben[23]
- 2000: Peter Schreier[23]
- 1999: Dieter Schnebel[23]